# 銀河系軍団

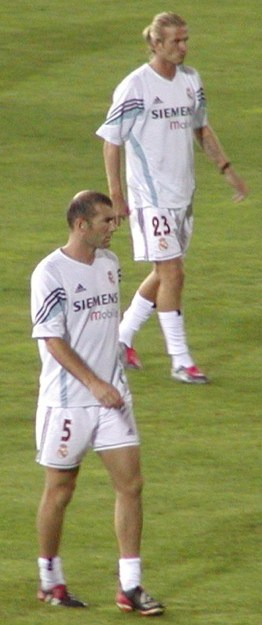
ジネディーヌ・ジダン (左) と デビッド・ベッカム (右)。

銀河系軍団（ぎんがけいぐんだん）とは2000年代前半から中盤の第一次フロレンティーノ・ペレス会長時代のレアル・マドリードの愛称。スペイン語で「ロス・ガラクティコス（Los Galácticos）」とも称される。
また、後述のように有力選手を多く抱え話題性のあるチームに対し、ドリームチームに近い意味合いで使われることもある。

## 概要
2000年から2006年にかけて、フロレンティーノ・ペレスがレアル・マドリードの会長を務め、莫大な資金力を基に補強を行い、毎年の移籍市場を賑わせた。
ペレスは、サンティアゴ・ベルナベウが会長を務めアルフレッド・ディ・ステファノやフェレンツ・プスカシュらを擁した1950年代の運営方針を踏襲し、新たな黄金時代を生み出そうとした。
2000年にFCバルセロナからルイス・フィーゴを、2001年にはユヴェントスFCからジネディーヌ・ジダンを、2002年にはインテルナツィオナーレ・ミラノからロナウドを、2003年にはマンチェスター・ユナイテッドFCからデビッド・ベッカムを獲得する。スター選手と生え抜きの若手を組み合わせる構想を、ペレスは「ジダネス&パボネス」と表現した。しかし、ペレスの在任中盤から後半にかけてはポジションが重なる選手の獲得が目立つようになった。
なお、守備陣においてはイバン・エルゲラをボランチからセンターバックへのコンバートやレアル・マドリード・カスティージャから昇格しレンタル移籍で経験を積ませてクラブにレンタルバックしたエステバン・カンビアッソの起用、グティのセンターハーフへのコンバートといった策を練ったものの、2003年夏の移籍市場にてクロード・マケレレやフェルナンド・イエロを放出し、獲得目前だったガブリエル・ミリートもメディカルチェックの異常を理由に獲得を見合わせた。2004年夏の移籍市場ではジョナサン・ウッドゲート、ワルテル・サムエルらを獲得し、2005年冬の移籍市場ではトーマス・グラヴェセンを獲得したものの、2004年夏の移籍市場にてカンビアッソを放出するなど、守備的選手の軽視は続いた。また、ビッグネームとそれ以外の選手との年俸格差が激しく、ビッグネーム以外の選手はスターティングメンバーであっても給料面で冷遇されていた。2003-04シーズンのスーペルコパ・デ・エスパーニャ制覇後は無冠が続き、ビセンテ・デル・ボスケが2002-03シーズン終了後に退団後、4度の監督交代が行われ、戦術がなかなか定まらなかったり、選手の傲慢な態度が目立つようになるという問題が生じた。結果的にチームの規律は消え失せ、次第にチームは混乱していった。
2006年2月にUEFAチャンピオンズリーグ決勝トーナメント1回戦のアーセナルFC戦とリーガ・エスパニョーラにおけるRCDマヨルカ戦での連敗により2季連続の無冠が濃厚となったため、同年2月27日にペレスは責任を取る形で会長職を辞任した。

### 所属選手
2002-03シーズン
注：選手の国籍表記はFIFAの定めた代表資格ルールに基づく。
| No. | Pos. |              | 選手名                      |
| --- | ---- | ------------ | --------------------------- |
| 1   | GK   | スペイン     | イケル・カシージャス        |
| 2   | DF   | スペイン     | ミチェル・サルガド          |
| 3   | DF   | ブラジル     | ロベルト・カルロス          |
| 4   | DF   | スペイン     | フェルナンド・イエロ (主将) |
| 5   | MF   | フランス     | ジネディーヌ・ジダン        |
| 6   | DF   | スペイン     | イバン・エルゲラ            |
| 7   | FW   | スペイン     | ラウル・ゴンサレス          |
| 8   | MF   | イングランド | スティーブ・マクマナマン    |
| 9   | FW   | スペイン     | フェルナンド・モリエンテス  |
| 10  | MF   | ポルトガル   | ルイス・フィーゴ            |
| 11  | FW   | ブラジル     | ロナウド                    |

| No. | Pos. |              | 選手名                   |
| --- | ---- | ------------ | ------------------------ |
| 12  | FW   | スペイン     | トテ                     |
| 13  | GK   | スペイン     | セサル                   |
| 14  | MF   | スペイン     | グティ                   |
| 16  | MF   | ブラジル     | フラビオ・コンセイソン   |
| 17  | DF   | スペイン     | オスカル・ミニャンブレス |
| 18  | FW   | スペイン     | ハビエル・ポルティージョ |
| 19  | MF   | アルゼンチン | エステバン・カンビアッソ |
| 20  | MF   | スペイン     | アルベルト・セラーデス   |
| 21  | MF   | アルゼンチン | サンティアゴ・ソラーリ   |
| 22  | DF   | スペイン     | フランシスコ・パボン     |
| 24  | MF   | フランス     | クロード・マケレレ       |

監督
- ビセンテ・デル・ボスケ

### 世界ツアー
レアル・マドリードは海外市場の開拓とチームのPRを兼ねて、ヨーロッパのビッグクラブに先駆け、プレシーズンに日本を始め韓国、中国、アメリカなどの国々を転戦して親善試合を行う世界ツアーを実施していた。最も早くツアーの実施国になった日本へは、2003年から3年連続で来日。2003年はFC東京と対戦し、テレビ東京でゴールデンタイムに試合が中継されたり、グッズなどの売り上げで膨大な資金を獲得した。2005年の日本遠征は東京ヴェルディ1969及びジュビロ磐田と味の素スタジアムで対戦し、同年はフジテレビと日本テレビがゴールデンタイムで放映した。
しかし、プレシーズン中に世界ツアーを実施したことで新シーズンに向けての練習期間は短く、選手は新加入のチームメイトとの連携やコンディション維持が難しくなり、疲労を残したまま新シーズンを迎えるなど大きな負担を抱えた。

## 映画
2006年、同クラブを題材にした映画「レアル・ザ・ムービー」が製作された。これは、クラブのドキュメンタリー映画としてだけでなく、東京、ニューヨーク、ベネズエラ、セネガル、マドリードといった世界の5大都市を舞台に、そこに住む熱狂的マドリーファンの生き様を描くフィクションとの混同形式で製作された。
また、2005年公開の映画「GOAL!」、その続編で2007年に公開された「GOAL!2」に当時のレアル・マドリードの選手たちが出演した。なお、「GOAL!2」は主人公がレアル・マドリードに移籍し、同クラブが作品の舞台となっている。

## 新銀河系軍団
2009年、ペレスが再び会長に就任。すると、その夏の移籍市場でカカ、クリスティアーノ・ロナウド、シャビ・アロンソ、カリム・ベンゼマの獲得に総額2億ユーロ以上を費やしたうえ、監督にはマヌエル・ペジェグリーニを招聘。新銀河系軍団の始まりといわれた。
2009-10シーズンはリーガ・エスパニョーラで当時のクラブ最高記録となる勝ち点96を稼いだものの、同99のFCバルセロナに及ばず2位。CLでも6年連続のベスト16、コパ・デル・レイでは3部リーグの相手に0-4の大敗という失態を演じて敗退。無冠でペジェグリーニは解任された。後任には、そのシーズンのCLを制覇したジョゼ・モウリーニョが就任した。移籍市場ではアンヘル・ディ・マリア、メスト・エジル、サミ・ケディラらを獲得。
その後もファビオ・コエントランらを加えたマドリーは、2011-12シーズンに久しぶりのリーガ優勝を果たした。
さらにルカ・モドリッチもメンバーに入った2012-13シーズンだったが、リーガではバルセロナに敗れ2位、コパでも決勝でマドリードダービーに敗れた。CLは各国リーグ王者がそろう死の組をボルシア・ドルトムントに次ぐ2位で突破したものの、準決勝で再びドルトムントに敗れた。3シーズンぶりの無冠という結果を受けてマドリーはモウリーニョを解任。後任にカルロ・アンチェロッティを据えた。
市場ではイスコやアシエル・イジャラメンディといった国内の有望な若手を獲得。さらに、トッテナム・ホットスパーFCから高額でガレス・ベイルを獲得した一方で、ロナウドへの最大のアシスト源であったエジルをアーセナルFCに売却。疑問の声も多く挙がったが、ベイルは2つのコンペティションの決勝戦で決勝点を挙げる活躍を見せ、3年ぶりのコパ制覇と10度目のCL制覇に貢献した。
翌夏には、直前のワールドカップで優勝したドイツのトニ・クロース、得点王となったコロンビアのハメス・ロドリゲス、コスタリカのベスト8進出に貢献したGKケイロル・ナバスを獲得した。しかし、このような高額選手の獲得が、昨シーズンのデシマ達成に大きく貢献したアンヘル・ディ・マリア放出を招くこととなった。また、移籍市場終盤には、ディ・マリアを売却したマンチェスター・ユナイテッドFCからハビエル・エルナンデスがローンで加入。
その後は大物選手の補強よりも有望な若手選手、特にスペイン人選手の獲得に多額を費やす傾向が強まった。前人未到のCL3連覇を達成した2018年、新銀河系軍団の象徴であったロナウドがユヴェントスFCに去ったが、ここでもクラブは大型補強を敢行することなく、前年にクラブを離れた下部組織出身のマリアーノ・ディアスを買い戻すにとどめたが、2019年の夏にはエデン・アザールを獲得している。

## 備考
- 2000年までレアル・マドリードに所属していたフェルナンド・レドンドは、デビッド・ベッカムは銀河系軍団の一員には含まれないとの見解を語っている[6]。
- 銀河系軍団の選手として、スペインのアス紙は第一次フロレンティーノ・ペレス政権時の選手ではルイス・フィーゴ、ジネディーヌ・ジダン、ロナウド、ベッカム、ロベルト・カルロス、ラウル・ゴンサレスの名を挙げており[7]、またマルカ紙は2019年時点での銀河系の選手として、フィーゴ、ジダン、ロナウド、ベッカム、マイケル・オーウェン、クリスティアーノ・ロナウド、カカ、カリム・ベンゼマ、ガレス・ベイル、ハメス・ロドリゲス、エデン・アザールの名前を挙げた[8]。
- 2011年夏、カタール王族によって買収されたパリ・サンジェルマンFCは、ハビエル・パストーレ、ズラタン・イブラヒモビッチらを獲得した。その後も2017年にネイマールやキリアン・エムバペらを獲得し、また2021年にはジャンルイジ・ドンナルンマやセルヒオ・ラモス、リオネル・メッシらを獲得するなど世界的名手を集め、2011年夏以降のパリ・サンジェルマンFCは「フランス版・銀河系軍団」と呼ばれることもある[9][10]。
- 当時の会長であるペレスは「構想ではこれが（銀河系軍団の）完成形ではなかった」と述べており、最後のピースとして当時イタリア代表とASローマでエースとしてプレーしていたフランチェスコ・トッティの獲得に動いていたという[11]。そのトッティ本人によると、自身のネーム及び背番号「10」と書かれたレアル・マドリードのユニフォームが実際に送られてきたと語っている[12]。
- 2010年にテキサス州立大学は、スポーツや企業に限らず「個々の才能の間にある距離感」がカギとなり、スーパースターの地位がほかのメンバーと比べて高すぎる場合、チームとしての成果は往々にして低くなるという研究を発表している[13]。

## その他の「銀河系軍団」
上記のレアル・マドリードの強さになぞらえる形で、他の分野でも「銀河系軍団」の表記が使われることがある。
- 競艇（ボートレース）では、本栖研修所（現・ボートレーサー養成所）85期生（1999年デビュー）の競艇選手たちを総称する際に「銀河系軍団」の言葉が使われる[14]。同期には田村隆信/丸岡正典/井口佳典/湯川浩司など、SG・GI競走を複数回制している選手が多く所属しているため[15][16]。
- 卓球界では、ヨーロッパチャンピオンズリーグに所属するロシアのオレンブルク（TTC Fakel Gazprom）が「銀河系軍団」と呼ばれることがある。林昀儒/ドミトリ・オフチャロフ/マルコス・フレイタス/ブラディミル・サムソノフ/ウーゴ・カルデラノなどといった世界的な強豪選手を多数抱えていることが理由[17]。
- MLBにおいて、ニューヨーク・ヤンキースはコア・フォーと呼ばれたマリアノ・リベラ、ホルヘ・ポサダ、アンディ・ペティット、デレク・ジーターを軸に1998年から3年連続でワールドシリーズを制覇し、2012年までの18年間で17回プレーオフに進出した。そのほか2010年にはジーター、アレックス・ロドリゲス、リベラ、CC・サバシア、フィル・ヒューズ、ロビンソン・カノの6選手がオールスターに選ばれるなどし、黄金期を迎えた2000年代前後のヤンキースは銀河系軍団と称されることがある[18][19]。
- RCトゥーロンは、地元出身の実業家ムラド・ブジェラル（英語版）が会長に就任してからタナ・ウマガ、ジョージ・グレーガン、ヴィクター・マットフィールド、ジョニー・ウィルキンソンらを加入させ、ラグビー界の銀河系軍団と称されるようになった[20][21][22]。